# Blade (película)
Blade es una película de superhéroes del año 1998 protagonizada por Wesley Snipes, Kris Kristofferson y Stephen Dorff, basada en el personaje "Blade", de Marvel Comics. La película fue dirigida por Stephen Norrington y escrita por David S. Goyer. Blade recaudó $70 millones en la taquilla de Estados Unidos, y $131.2 millones en todo el mundo. Fue seguida por dos secuelas, Blade II y Blade: Trinity. Está prohibida en Malasia y censurada en Alemania.
Wesley Snipes da vida a Blade, el antihéroe que es un híbrido humano-vampiro que protege a las personas cazando vampiros.

## Trama
En el año 1967, una mujer embarazada es tratada en un hospital después de ser mordida por un vampiro, pero los médicos piensan que la herida es una mordedura de un animal. Ellos tratan de revivirla, pero ella muere después de dar a luz a su bebé. El niño hereda la fuerza, la sed de sangre y los sentidos mejorados de los vampiros, pero no sufre sus debilidades, como el ajo o la luz del sol. Él crece hasta convertirse en Blade, el cazador de vampiros.
Treinta años después, en 1997, Blade localiza un club Rave de vampiros en Los Ángeles y mata a la mayoría de los presentes, entre ellos el vampiro Quinn, a quien lo quema. Cuando la policía y los bomberos llegan, Blade escapa y la policía toma el cuerpo de Quinn y lo lleva al depósito de cadáveres. Cuando la Dra. Karen Jenson lleva a cabo una autopsia con un compañero de trabajo, Quinn vuelve a la vida y los ataca. Al llegar unos policías armados, Blade rescata a Jenson de Quinn y huye a su base con ella, mientras que Quinn se escapa. Allí, Blade y su mentor y técnico de armas, Abraham Whistler intentan evitar que Jenson se convierta en vampiro.
Los ataques de Blade, son discutidos por el Consejo de las Sombras en la Casa de Erebus, uno de los clanes vampíricos. Su jerarca, Dragonetti recrimina a un joven vampiro, Deacon Frost, arguyendo que los vampiros deben permanecer en las sombras y coexistir secretamente (para después alimentarse) con los humanos. Frost, en cualquier caso, cree que los vampiros deberían dominar a los humanos abiertamente. Los demás jerarcas, todos pura sangre (nacidos vampiros), miran con desdén a Frost, que nació humano y después se convirtió en vampiro. Frost y Dragonetti tienen otro enfrentamiento en la biblioteca de los vampiros cuando Frost está intentando traducir el antiguo libro de Erebus, la biblia de los vampiros.
A pesar de la advertencia de Blade, Karen vuelve a su apartamento, donde es asaltada por un policía (Krieger), el cual le revela que es un sirviente humano de los vampiros y que pertenece a Frost. Blade la rescata y ambos siguen a Krieger hasta uno de los club's de Frost, donde Blade y Karen utilizan una lámpara de UV para torturar a un vampiro extremadamente obeso llamado Pearl, para sonsacarle información sobre los planes de Frost sobre algo llamado La Magra, el Dios Vampiro de la sangre. Una vez han sonsacado a Pearl, van a la biblioteca, donde son emboscados por los guardias de Frost, liderados por Quinn. Gracias a que Blade lleva un radio-transmisor en la oreja y está siempre en contacto con Whistler, este logra salvarles. Después de conocer el origen de Blade y el suero que utiliza para saciar su sed de sangre, Karen comienza a trabajar en una cura para el vampirismo, utilizando lo investigado por Whistler.
Mientras tanto, Frost mata a Dragonetti exponiéndolo al sol del amanecer. También ofrece a Blade un trato de no agresión, pero Blade declina, ya que su meta es eliminar a Frost y al resto de vampiros. Entonces Frost secuestra a Karen y ataca la base de Blade, agrediendo a Whistler. Le deja un video encima del cuerpo de Whistler, donde le insta a que acuda a su guardia, ya que Frost ha descubierto que necesita la sangre de Blade para convocar a La Magra. Whistler, que había muerto, fue mordido por Quinn y para evitar que se convierta en un vampiro, Blade le deja su arma, con la que Whistler se dispara.
Para vengar a Whistler y rescatar a Karen, Blade se arma con dardos rellenos de EDTA, un anticoagulante que volatiliza la sangre vampírica. Una vez que se ha introducido en la base de Frost, Blade se encuentra con su madre y descubre que no murió, sino que fue el mismo Frost quien la mordió y la acogió como su amante. Mientras le cuenta esto, los guardias de Frost lo paralizan con pistolas teaser y lo dejan inconsciente.
Frost lo traslada al Templo de la Noche Eterna, donde quiere resucitar a La Magra en un ritual en el que debe usar la sangre de "el que ha visto el sol" y sacrificar a doce jerarcas pura sangre. Así, todo ese poder se concentrara en Frost, y se convertirá en La Magra.
Karen, mientras tanto, es lanzada a un pozo, donde está su exnovio, convertido en un zombi. Después de noquearlo, Karen consigue que Blade reviva (ya que ha perdido mucha sangre), haciendo que este la muerda en las marcas que le había dejado Quinn cuando la mordió. Habiendo recuperado su fuerza, Blade elimina a su madre y comienza a matar a todos los secuaces de Frost, incluyendo a Quinn, al que decapita (recuperando sus sempiternas gafas, robadas por Quinn). Entonces entabla batalla con un transformado Frost. Blade es incapaz de matar a Frost con armas convencionales, pero localiza el EDTA. Frost piensa que es el suero que necesita Blade para calmar su sed de sangre. Blade lanza todas las jeringas de EDTA a Frost, que comienza a inflarse y termina explotando. Karen se ofrece a curar a Blade, pero se niega, ya que prefiere mantener sus poderes para seguir cazando vampiros, y al decirle a ella que si quiere ayudar, le haga un mejor suero.
La escena final transcurre en Moscú, donde aparece un hombre llevando a una mujer a un club. Encima de la puerta se pueden ver símbolos vampíricos. El hombre entonces se transforma en vampiro. Antes de que muerda a la mujer, aparece Blade. El vampiro se acerca corriendo a Blade y este le mata con su espada.

## Reparto
- Wesley Snipes como Eric Brooks / Blade: un "caminante" medio vampiro que caza vampiros. Blade es muy hábil en artes marciales y siempre se equipa con armas para matar vampiros.
- N'Bushe Wright como Dra. Karen Jenson: una hematóloga que es mordida por un vampiro. Ella se queda con Blade para mantenerse a salvo mientras encuentra una cura para sí misma.
- Stephen Dorff como Deacon Frost: un vampiro advenedizo con grandes ambiciones e influencia. Él emerge como el enemigo principal de Blade y también quiere conquistar la raza humana.
- Kris Kristofferson como Abraham Whistler: mentor de Blade y herrero.
- Donal Logue como Quinn: un engreído secuaz de Frost, capaz de sobrevivir a las heridas que matan vampiros menores.
- Udo Kier como Gaetano Dragonetti: un vampiro anciano.
- Sanaa Lathan como Vanessa Brooks: la madre de Blade, que se ha convertido en vampiresa.
- Arly Jover como Mercury: una vampiresa de pies flotantes y amante de Frost.
- Kevin Patrick Walls como Oficial Krieger: Un "familiar", o sirviente humano, de Frost.
- Tim Guinee como Dr. Curtis Webb: el exnovio de Karen, quien es asesinado por Quinn y luego se convierte en una criatura zombi.
- Traci Lords como Racquel: una vampiresa seductora que lleva a un hombre al delirio de sangre.

## Doblaje
| Actor               | Personaje           | Doblaje Hispanoamérica | Doblaje España       |
| ------------------- | ------------------- | ---------------------- | -------------------- |
| Wesley Snipes       | Eric Brooks / Blade | José Arenas            | Juan Carlos Gustems  |
| Stephen Dorff       | Deacon Frost        | Luis Ramirez Santiago  | Daniel García        |
| Kris Kristofferson  | Abraham Whistler    | Federico Romano        | Ernesto Aura         |
| N'Bushe Wright      | Dra. Karen Jenson   | Gaby Willert           | Concha García Valero |
| Donal Logue         | Quinn               | Alfonso Ramírez        | Javier Amilibia      |
| Udo Kier            | Dragonetti          | Ricardo Lezama         | Luis Grau            |
| Arly Jover          | Mercury             | Alejandra de la Rosa   | Montse Moreno        |
| Traci Lords         | Racquel             |                        |                      |
| Kevin Patrick Walls | Oficial Krieger     | José Gilberto Vilchis  | Óscar Barberán       |
| Tim Guinee          | Dr. Curtis Webb     | Ricardo Mendoza        | Eduard Itchart       |
| Sanaa Lathan        | Vanessa Brooks      | Liza Willert           |                      |
| Eric Edwards        | Pearl               |                        | Antonio Lara         |

## Banda sonora
Estas canciones solo aparecen en la película. Para la banda sonora oficial, ver más abajo.
1. "Bad Moon Rising" by Creedence Clearwater Revival
2. "UT1-Dot" by Polygon Window
3. "Ah, Singapore" by Shonen Knife
4. "Yeah" by DJ Krush
5. "Eclipse" by Solitaire
6. "Soeil" by Solitaire
7. "Call & Response" by Source Direct
8. "Ether" by Siren
9. "Fearless" by Solitaire
10. "Rattle The Fear" by Spirit Fire Child
11. "Rainbow Voice" by David Hykes from Hearing Solar Winds
12. "Ni Ten Ichi Ryu (Two Swords Technique)" by Photek
13. "Go Get On It" by Southside Reverb
14. "Confusion (Pump Panel Reconstruction Mix)" by New Order
15. "Chin Chin (Bang Wa Cherry)" the elusive song by the two japanese school girls in the club scene.

Estas son las canciones. que aparecen en la banda sonora oficial. La mayoría son canciones rap que no aparecen en la película:
1. "The Edge of the Blade" by Mystikal
2. "1/2 & 1/2" by Gang Starr
3. "Blade" by KRS-One
4. "Fightin' a War" by Down 2 Earth
5. "Reservations" by P.A.
6. "Gangsta Bounce" by Wolfpak
7. "Things Ain't the Same" by Kasino
8. "Deadly Zone" by Bounty Killer
9. "Blade 4 Glory" by Mr. Majesty Feat. Bizzy Bone
10. "Strictly Business (Mantronik MBA Radio Edit)" by Mantronik vs. EPMD
11. "Wrek Tha Discotek" by Roger Sánchez
12. "Confusion (Pump Panel Reconstruction Mix)" by New Order
13. "Playing With Lightning" by Expansion Union
14. "Dig This Vibe" by DJ Krush
15. "Dealing With the Roster" by Junkie XL